# Hannoversche Orchestervereinigung
Die Hannoversche Orchestervereinigung (HOV) ist ein Sinfonieorchester, das seinen Sitz in der niedersächsischen Landeshauptstadt Hannover hat.

## Geschichte

### Carl Major (1874–1893)
Unter der Leitung des Chordirigenten Carl Major fanden sich ab 1874 Laienmusiker zusammen, aus dem sich 1882 der Hannoversche Instrumentalverein gründete. 1893 fand die erste Konzertreise nach Göttingen statt.

### Bruno Hilpert (1897–1911)
Nach 48 Konzerten legte Carl Major 1897 sein Amt als Dirigent des Hannoverschen Instrumentalvereins nieder. Neuer Dirigent wurde der kaiserliche Musikdirektor Bruno Hilpert. Im Jahr 1898 veranstaltete die Hannoversche Orchestervereinigung ein Konzert mit Joseph Joachim und dem Hannoverschen Männergesangverein in der Marktkirche. Im selben Jahr führte das Orchester die Frithjofsage gemeinsam mit dem Hannoverschen Männergesangverein auf, bei dem der Komponist Max Bruch sein Werk selbst dirigierte.

### Friedrich Rammelt (1911–1920)
Unter der Zusammenführung des Musikvereins zu Hannover und des Hannoverschen Instrumentalvereins wurde 1911 die Hannoversche Orchestervereinigung unter der Leitung von Friedrich Rammelt und unter dem Protektorat von Herrn und Frau Stadtdirektor Tramm gegründet. Im Ersten Weltkrieg führte das Orchester zwischen 1914 und 1916 fünf Wohltätigkeitskonzerte für Soldaten auf dem Felde und Hinterbliebene der Gefallenen auf. Im Februar 1920 fand das erste Konzert nach dem Krieg gemeinsam mit der Dilettantenbühne Gauklerbande als Familienabend mit anschließendem Ball statt. Die Schauspieler der Gauklerbande waren Kollegen von Friedrich Rammelt aus dem Opernhausorchester, Mitglieder der HOV, deren Ehefrauen und Rammelt selber.

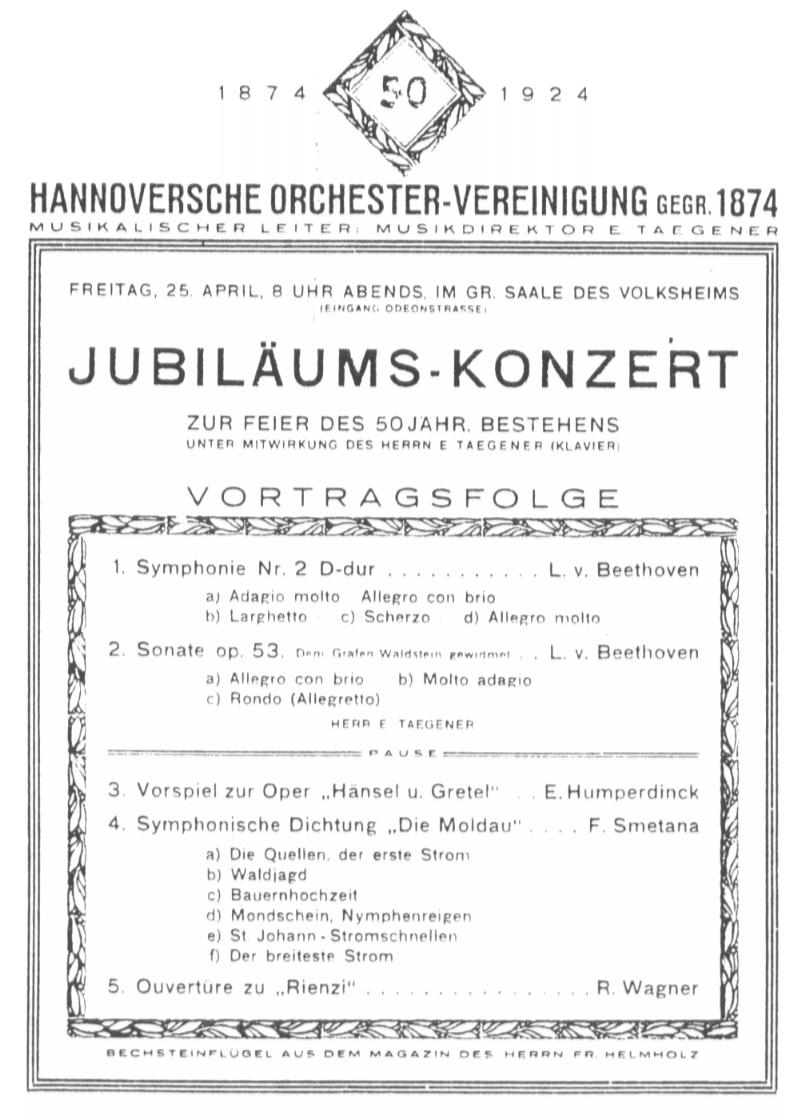
Konzertplakat zum 50. Jubiläum der Hannoverschen Orchestervereinigung

### Otto Sondermann (1921–1939)
Friedrich Rammelt verließ die HOV 1921, da er einen Ruf als Dirigent des Münchner Orchestervereins annahm. Neuer Dirigent wurde Otto Sondermann, der 1923 wiederum von Emil Taegener abgelöst wurde. Am 21. April 1939 fand das letzte Konzert der Hannoverschen Orchestervereinigung vor dem Zweiten Weltkrieg statt.

### Lutz Wilhelm (1946–1969)
Ab 1946 probte die HOV mit ihrem neuen Dirigenten Lutz Wilhelm, Konzertmeister am Opernhaus. Am 2. Dezember fand das erste Konzert nach dem Krieg gemeinsam mit dem Club junger Menschen mit dem Thema Musik und Dichtung deutscher Klassik statt. Im November 1964 spielte das Orchester erstmals im Landesfunkhaus Niedersachsen. Der langjährige Dirigent der Hannoverschen Orchestervereinigung Lutz Wilhelm starb am 1. Dezember 1969.

### Heinz Bethmann (1970–2010)
Heinz Bethmann, Kontrabassist an der Staatsoper Hannover, wurde 1970 Dirigent der Hannoverschen Orchestervereinigung. Am 10. Mai fand das erste Konzert unter Heinz Bethmann statt. Im März 1974 feierte das Orchester sein hundertjähriges Jubiläum mit einem Konzert im Galeriegebäude der Herrenhäuser Gärten. Im selben Jahr verlieh Bundesinnenminister Hans-Dietrich Genscher der HOV die Zelter- und die Pro-Musica-Plakette.

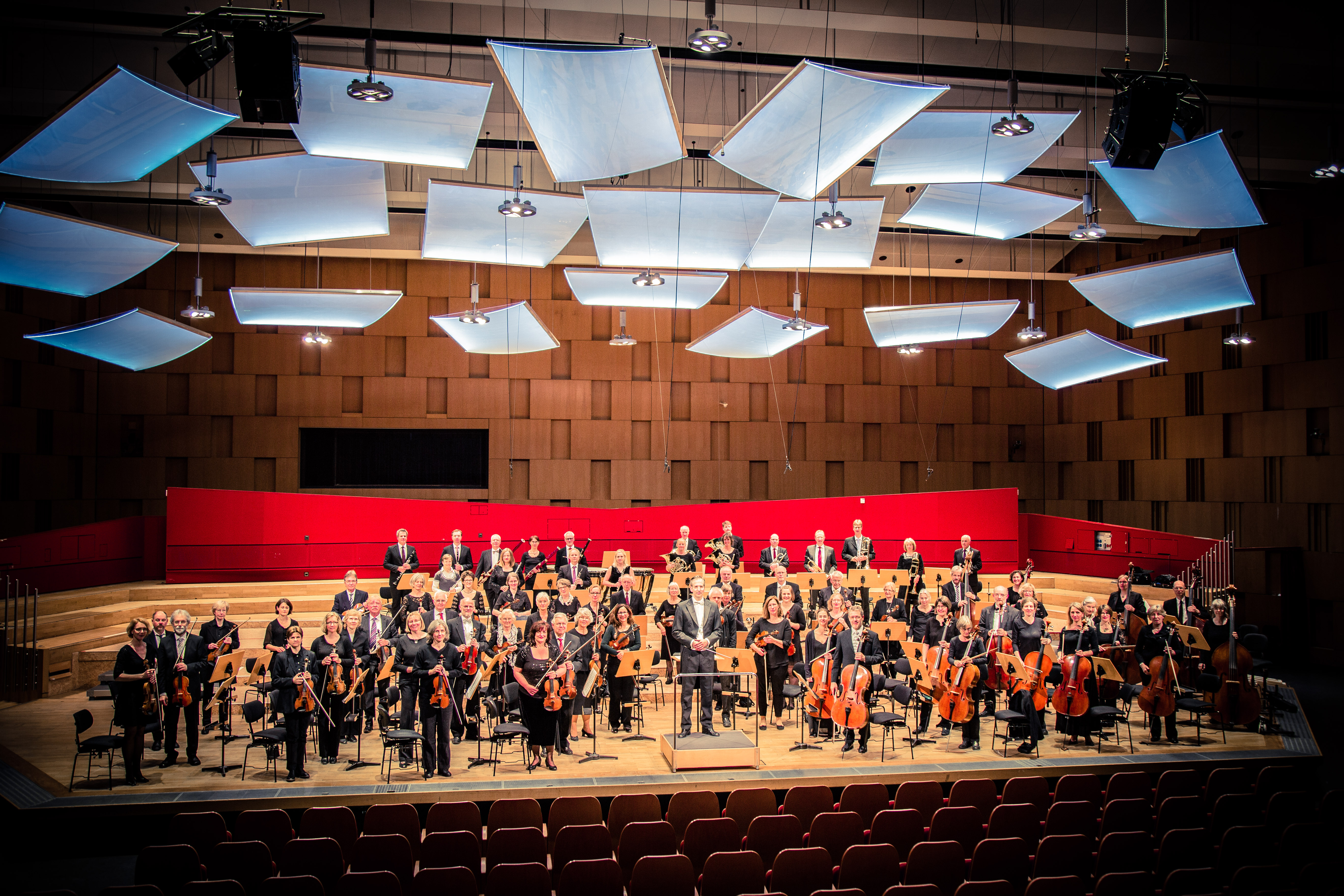
Konzertabend am 6. Mai 2017 im großen Sendesaal des NDR in Hannover

### Martin Lill (seit 2010)

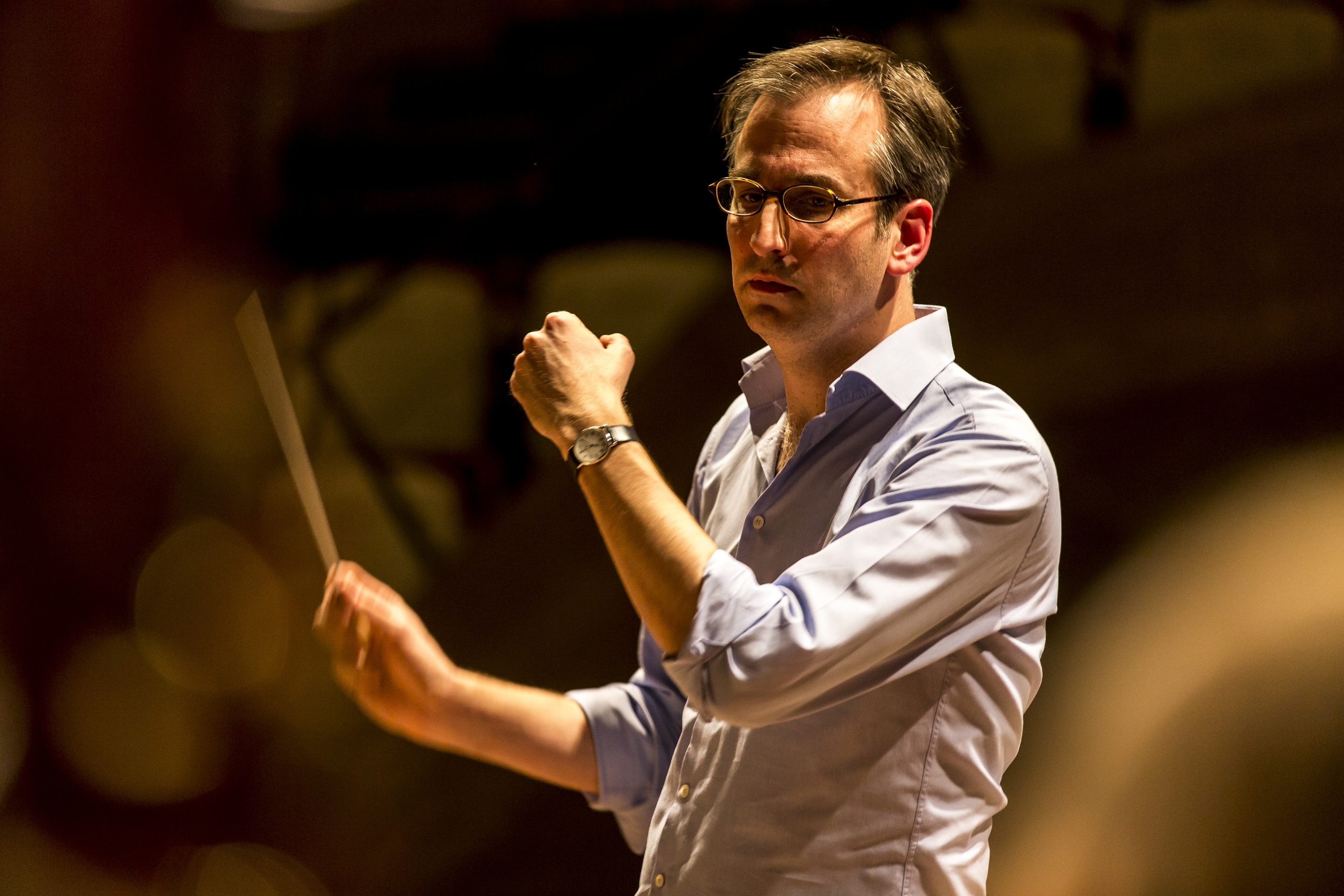
Dirigent Martin Lill

Nach mehr als 40 Jahren übergab Heinz Bethmann 2010 die Hannoversche Orchestervereinigung seinem Nachfolger Martin Lill. In dem Abschiedskonzert kamen Werke aus fast allen Epochen der Musikgeschichte zur Aufführung.

## Konzerte
Das Orchester führt in Hannover in der Regel zweimal im Jahr öffentliche Konzerte durch. Am 10. November 2018 wurde ein Konzert mit dem Tripelkonzert von Beethoven und der 5. Sinfonie von Tschaikowski gegeben, am 18. Mai 2019 erklangen Mozarts A-Dur-Klavierkonzert und Mahlers 1. Sinfonie.

## Begleitete Solisten (Auswahl)
| Solist / Solistin                        | Aufgeführtes Werk                                                                      | Jahr                   |
| ---------------------------------------- | -------------------------------------------------------------------------------------- | ---------------------- |
| Hinrich Alpers (Klavier)                 | Klavierkonzert (Dvořák)                                                                | 2011                   |
| Kit Armstrong (Klavier)                  |                                                                                        | 2014                   |
| Hans-Dieter Bader (Tenor)                |                                                                                        | 1972, 1996             |
| Markus Becker (Klavier)                  |                                                                                        | 1997                   |
| Wolfgang Boettcher (Cello)               |                                                                                        | 1982, 1984, 1987, 1993 |
| Thomas Brandis (Violine)                 |                                                                                        | 1984                   |
| Frank Bungarten (Gitarre)                |                                                                                        | 1985                   |
| Wolfram Christ (Viola)                   |                                                                                        | 1979                   |
| Lukas David (Violine)                    |                                                                                        | 1977                   |
| Thomas Duis (Klavier)                    |                                                                                        | 1990                   |
| Karl Engel (Klavier)                     |                                                                                        | 1990                   |
| Tobias Feldmann (Violine)                | 1. Violinkonzert (Bruch)                                                               | 2013                   |
| Mareke Freudenberg (Sopran)              |                                                                                        | 2004, 2008             |
| Monika Frimmer (Sopran)                  |                                                                                        | 1991                   |
| Boris Goldstein (Violine)                |                                                                                        | 1980                   |
| Ursula Hansen (Flöte)                    |                                                                                        | 2003                   |
| Linda Heins (Sopran)                     |                                                                                        | 2001                   |
| Ulf Hoelscher (Violine)                  |                                                                                        | 1997                   |
| Jan Gottlieb Jiracek von Arnim (Klavier) | 2. Klavierkonzert (Rachmaninow)                                                        | 2000, 2004             |
| Sharon Kam (Klarinette)                  | Klarinettenkonzert (Mozart)                                                            | 1999                   |
| Peter Kooij (Bass)                       |                                                                                        | 1991                   |
| Detlef Kraus (Klavier)                   |                                                                                        | 1976, 1987             |
| Rainer Kussmaul (Violine)                |                                                                                        | 1985, 1989, 1992       |
| Igor Levit (Klavier)                     | 1. Violinkonzert (Bruch), 1. Klavierkonzert (Beethoven), 5. Klavierkonzert (Beethoven) | 2002, 2009             |
| Mareike Morr (Alt)                       |                                                                                        | 2006                   |
| Rudolf Meister (Klavier)                 |                                                                                        | 1982, 1990             |
| Camilla Nylund (Sopran)                  |                                                                                        | 1996                   |
| Latschesar Prawtschew (Tenor)            |                                                                                        | 2004                   |
| Lauma Skride                             | Konzert für Klavier und Orchester a-Moll (Clara Schumann)                              | 2022                   |
| Einar Steen-Nøkleberg (Klavier)          |                                                                                        | 1976, 1977, 1979, 1985 |
| Nelly Söregi (Violine)                   |                                                                                        | 1959                   |
| Tanja Tetzlaff (Cello)                   | Cellokonzert (Dvořák)                                                                  | 2005                   |
| Erik Then-Bergh (Klavier)                |                                                                                        | 1954                   |
| Reiner Wehle (Klarinette)                |                                                                                        | 1987                   |
| Antje Weithaas (Violine)                 | Violinkonzert e-Moll (Mendelssohn)                                                     | 1999                   |

## Begleitete Chöre (Auswahl)
| Chor                        | Aufgeführtes Werk                                    | Jahr |
| --------------------------- | ---------------------------------------------------- | ---- |
| Hannoverscher Oratorienchor | Carmina Burana (Orff)                                | 2014 |
| Mädchenchor Hannover        | G. Holst, Stück für Mädchenchor und Streichorchester | 2004 |